# Lilli Ann
Lilli Ann var et amerikansk tøjfirma, som blev grundlagt i San Francisco, Californien i 1934 af Adolph Schuman, som navngav det efter sin hustru Lillian. Igennem 1940'erne og 1950'erne var firmaet kendt for deres gode håndværk og tekstiler i høj kvalitet. De var kendt for deres frakker og spadserdragter.
Schuman døde i 1985, og virksomheden lukkede i 2000.